# NGC 7093
NGC 7093 је група звезда у сазвежђу Лабуд која се налази на NGC листи објеката дубоког неба.
Деклинација објекта је + 45° 59' 31" а ректасцензија 21h 34m 35,8s. Привидна величина (магнитуда) објекта NGC 7093 износи 4,6.